# Piaski (Łódź)

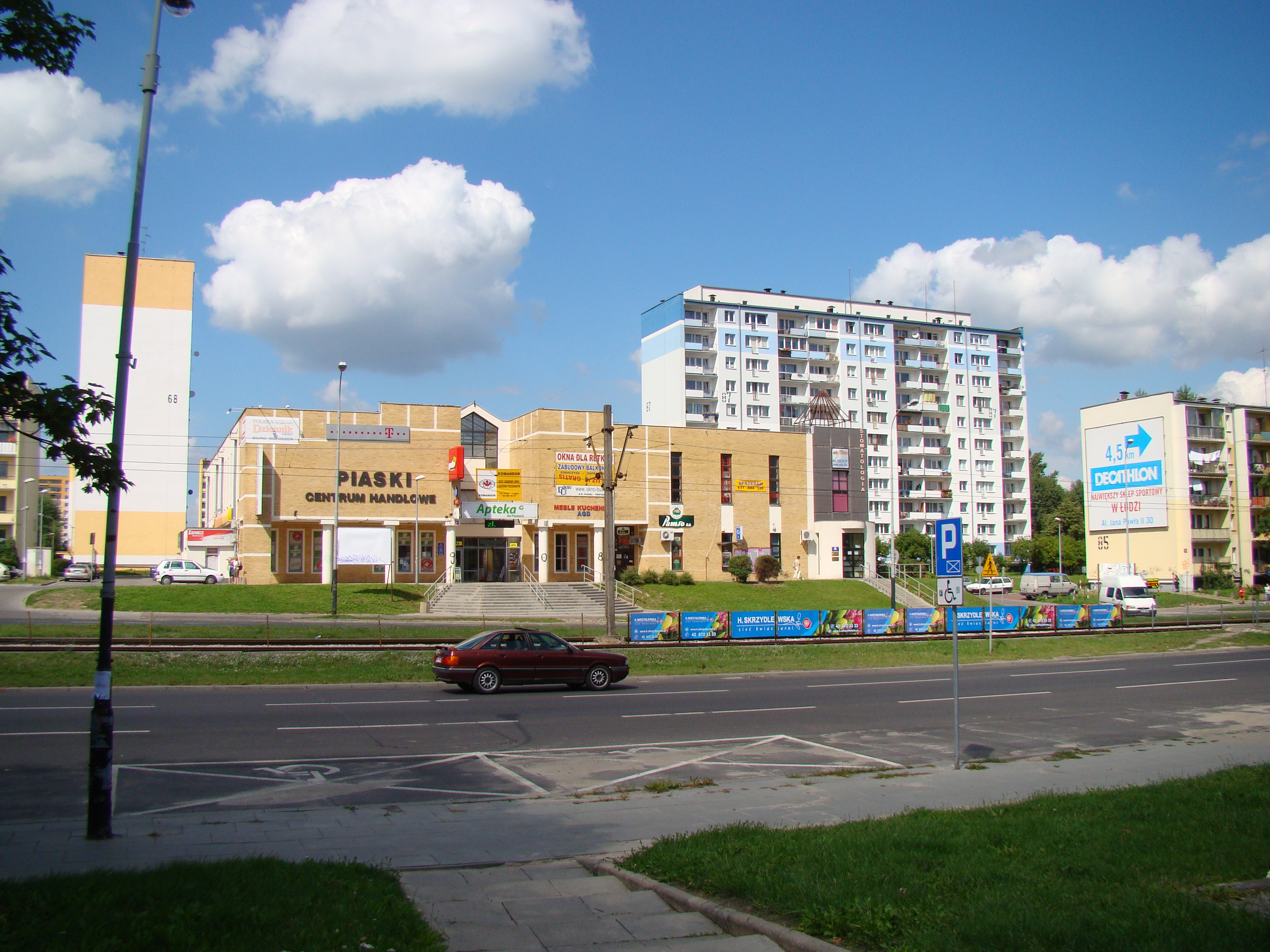
Osiedle Piaski – widok od strony al. Wyszyńskiego

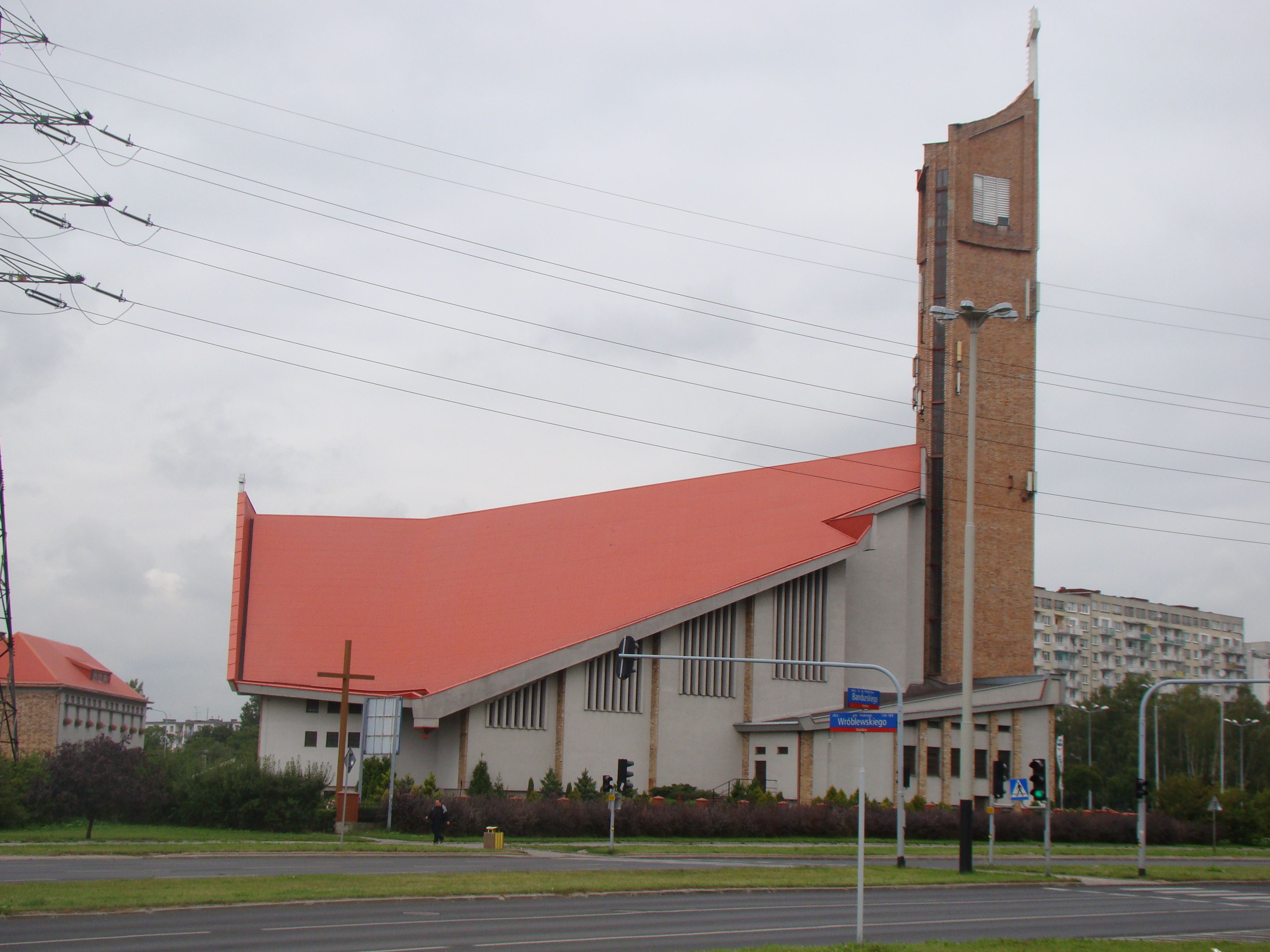
Kościół Chrystusa Króla

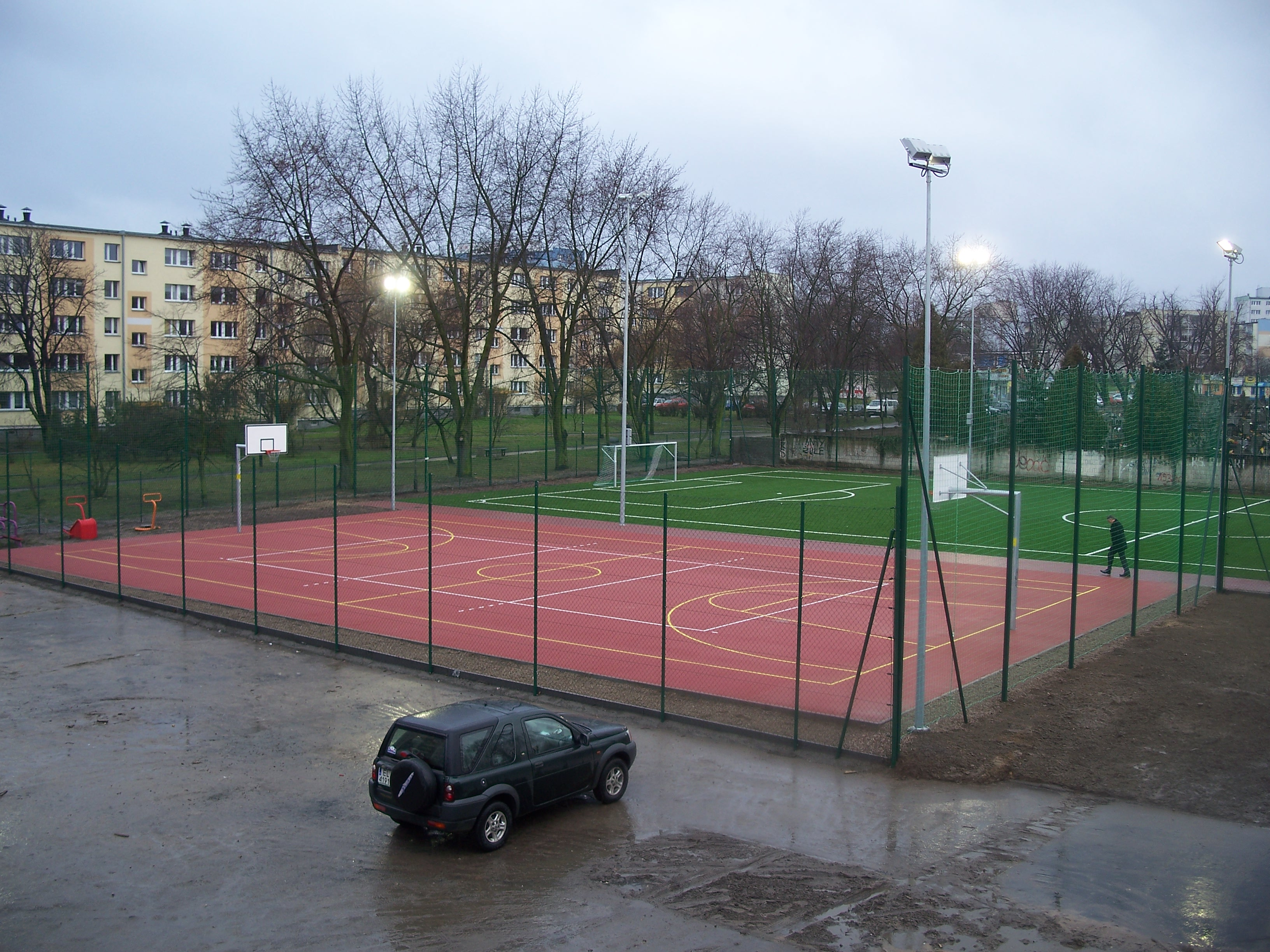
Boisko przy Szkole Podstawowej nr 41 im. Króla Władysława Jagiełły

Osiedle Piaski – osiedle w Łodzi stanowiące część większego osiedla Retkinia.
Administracyjnie osiedle Piaski wchodzi w skład osiedla Karolew-Retkinia Wschód.
Na osiedlu mieszka ok. 12–18 tys. ludzi.

## Nazwa i historia
Nazwa osiedla pochodzi z czasów, sprzed włączenia tych terenów do Łodzi. Mianem Piaski określano część wsi Retkinia. Na obszarze tym znajdował się, istniejący do dziś, cmentarz parafialny (obecnie praktycznie nieużywany z powodu zapełnienia). Do początku lat 70. tereny te były obszarem podmiejsko-wiejskim, aczkolwiek włączonym administracyjnie w skład miasta (co nastąpiło po II wojnie światowej). W końcu lat 60. władze Łodzi wytypowały ten rejon miasta jako miejsce budowy nowoczesnego osiedla mieszkaniowego. Kilka lat później wysiedlono większość dawnych mieszkańców, wyburzono niemal wszystkie zabudowania i w ich miejsce postawiono bloki.

## Granice i okolica
Podosiedle to znajduje się we wschodniej części Retkini.
Osiedle ma kształt nieregularny, a za jego granice przyjmuje się ulice: Władysława Bandurskiego, Stefana Wyszyńskiego (dawniej Thälmanna), Retkińską i Janusza Kusocińskiego. Na północ od osiedla znajdują się ogródki działkowe „Karolew”. Od wschodu położone jest osiedle Karolew. Z pozostałych stron osiedle otaczają inne podosiedla Retkini (z południa osiedle Zagrodniki, a z zachodu osiedle Hufcowa).

## Charakter osiedla
Osiedle Piaski składa się, podobnie jak zdecydowana większość Retkini, w głównej mierze z cztero-, dziesięcio- i jedenastopiętrowych bloków z wielkiej płyty, zbudowanych w 2. połowie lat 70., a ponadto kilku podobnych bloków dobudowanych w latach 80. Poza nimi na osiedlu stoją trzy nowsze budynki wielorodzinne – jeden zbudowany w końcu lat 90. XX wieku, dwa w drugiej dekadzie XXI wieku. Zachowało się także trochę domów z czasów sprzed budowy osiedla, zwłaszcza w rejonie ulic: Kusocińskiego i Retkińskiej.

### Handel
Na osiedlu Piaski znajduje się Centrum Handlowe „Piaski”, w którym jest między innymi sklep „Delikatesy Centrum”. Ponadto usytuowany jest tam sklep „Biedronka” i wiele małych sklepów osiedlowych.
Na sąsiednim osiedlu „Karolew” znajduje się hipermarket „Carrefour”

### Edukacja
Na terenie osiedla znajdują się trzy publiczne obiekty edukacyjne i jeden społeczny
- przy ulicy Rajdowej 18, Szkoła Podstawowa nr 41 imienia Króla Władysława Jagiełły
- przy ulicy Sprinterów 11, Żłobek Miejski nr 26
- przy ulicy Retkińskiej 78, Przedszkole Miejskie nr 152
- przy ulicy Rajdowej 13, Społeczne Gimnazjum i Liceum Ogólnokształcące Towarzystwa Oświatowego LYKEION

### Komunikacja
Przy osiedlu znajdują się trasy kilku linii tramwajowych: 10A, 10B, 12, 14 (kursuje w weekendy i święta) oraz 18 (kursuje w dni robocze) i autobusowych (55, 76, 80A, 80B, 86, 99, N2).